# 國際廢除核武器運動
國際廢除核武器運動（英語：International Campaign to Abolish Nuclear Weapons, ICAN；/ˈaɪkæn/ EYE-kan）為一個全球公民社會聯盟，致力於遵守與全力執行《禁止核武器條約》，並在制訂過程中給予協助。該組織成立於2007年，目前在103個國家擁有541個伙伴組織。
2017年，國際廢除核武器運動因「提請各方注意使用任何核武器後造成的災難性人道主義後果，以及為實現禁止這些武器的條約造出的突破性努力」，獲頒諾貝爾和平獎。
该组织目前在110個國家共有650個夥伴組織。

## 成立

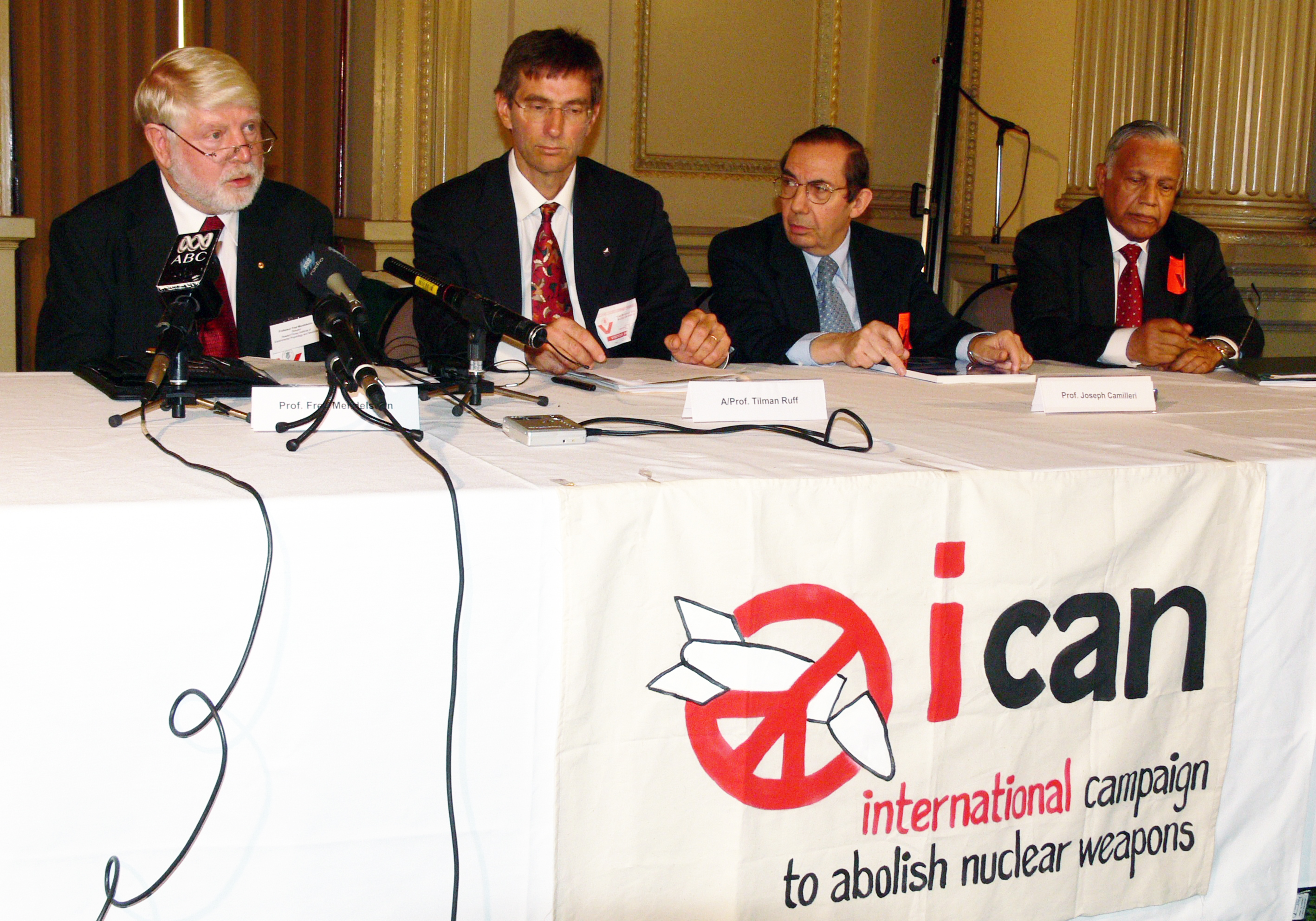
2007年，國際廢除核武器運動於澳大利亞墨爾本成立。

2006年9月，諾貝爾和平獎得主國際防止核戰爭醫生組織，於芬蘭赫爾辛基的雙年會議中提出成立全球性的國際廢除核武器運動。該組織於2次活動當中公開亮相，第1次為2007年4月23日，於澳大利亞墨爾本募集資金以成立該組織，第2次則是在2007年4月30日，於瑞士日內瓦與制訂《禁止核武器條約》的國家成員開會。全球數十個國家皆成立了國家級的廢核組織。

## 外部連結
- 官方網站（页面存档备份，存于）